# Рещиков, Пётр Михайлович
Пётр Михайлович Рещиков (29 мая 1906 года — 30 января 1978 года) советский химик-технолог, организатор химико-технологического образования. Ректор МИХМ (1958—1966).

## Биография
Окончил Московский химико-технологический институт им. Д. И. Менделеева в 1930 году и оставлен в аспирантуре. В 1933 году защитил кандидатскую диссертацию.
С 1931 по 1933 гг. работал научным сотрудником в Государственном НИИ Азота. Одновременно — заместитель начальника учебного производственного управления МХТИ (1931—1932 гг.).
По окончании аспирантуры направлен в Горьковский химико-технологический институт на должность заместителя директора и исполняющего обязанности доцента кафедры технологии основных химических процессов.
С 1933 по 1934 гг. — заместитель директора ГХТИ.
Начиная с 1934 года, до 1946 года — заведующий кафедрой неорганических веществ Горьковского индустриального института; с 1939 г. по 1940 г. — декан химического факультета, а в 1940—1941 гг. — заместитель директора по учебной работе.
В 1942 году назначен директором Горьковского индустриального института. В этой должности проработал два года.
С 1946 года — Уполномоченный Министерства высшего образования СССР в Германии. В 1947 году переведён в Москву, на должность начальника главка химико-технологических вузов Министерства высшего образования СССР,
С 1955 года работал в Московском институте химического машиностроения в должности заместителя директора по учебной работе.
С 1956 пл 1958 гг. — исполняющий обязанности директора института.
С 3 марта 1958 — директор и ректор Московского института химического машиностроения.
Умер 30 января 1978 года.

## Награды
- Орден Красного Знамени
- Орден «Знак Почёта»
- Медаль «За доблестный труд в Великой Отечественной войне 1941—1945 гг.»